# Stevo Opsenica
Stevo Opsenica, hrvaški general, * 10. marec 1913, † 26. maj 2002.

## Življenjepis
Leta 1941 je vstopil v NOVJ in KPJ. Med vojno je bil poveljnik 1. liške brigade, načelnik štaba 35. divizije, namestnik poveljnika 11. korpusa,...
Po vojni je bil poveljnik zaledja armade, poveljnik divizije,...